# Esquirol volador siberià
L'esquirol volador siberià (Pteromys volans) és un esquirol volador del Vell Món que viu a la regió compresa entre la mar Bàltica a l'oest i l'oceà Pacífic a l'est. És l'única espècie d'esquirol volador present a Europa. A la Unió Europea se'l considera vulnerable, car només hi existeix a Finlàndia i Estònia.
L'esquirol volador siberià és nocturn. A l'estiu s'activen després de la posta de sol fins a l'alban principalment per cercar menjar. Quan està actiu, passa poc temps a terra. Salten d'arbre en arbre recollint i consumint aliments. Durant el vol, estenen les extremitats anteriors lateralment, però les posteriors es mantenen juntes al llarg de la cua. Això crea una silueta de triangle inusual. És una espècie social; molts conviuen en un sol arbre. Construeixen nius en forats d'arbres buits o a la unió d'una branca i el tronc. Els nius solen estar habitats per parelles.